# Prunus serrula
{{#ifeq:0|0|{{#if:Prunus serrula|{{#if:|[[]}}|[[]]}}}}
Prunus serrula — вид квіткових рослин із підродини мигдалевих (Amygdaloideae).

## Біоморфологічна характеристика
Це листопадне дерево, яке може виростати у висоту від 2 до 15 метрів.

## Поширення, екологія
Ареал: південний Китай (Гуйчжоу, Цинхай, Сичуань, Сізан, Юньнань). Населяє гірські схили, ліси в ярах, узліссях і трав'янистих гірських схилах; на висотах від 1200 до 4000 метрів.

## Використання
Дерево збирають з дикої природи для місцевого використання в якості їжі. Іноді її використовують як підщепу, а також вирощують як декоративну. Плоди вживають сирими чи приготовленими. З листя можна отримати зелений барвник. З плодів можна отримати барвник від темно-сірого до зеленого. Рослина іноді культивується для використання в якості підщепи, є кілька названих сортів.

## Галерея

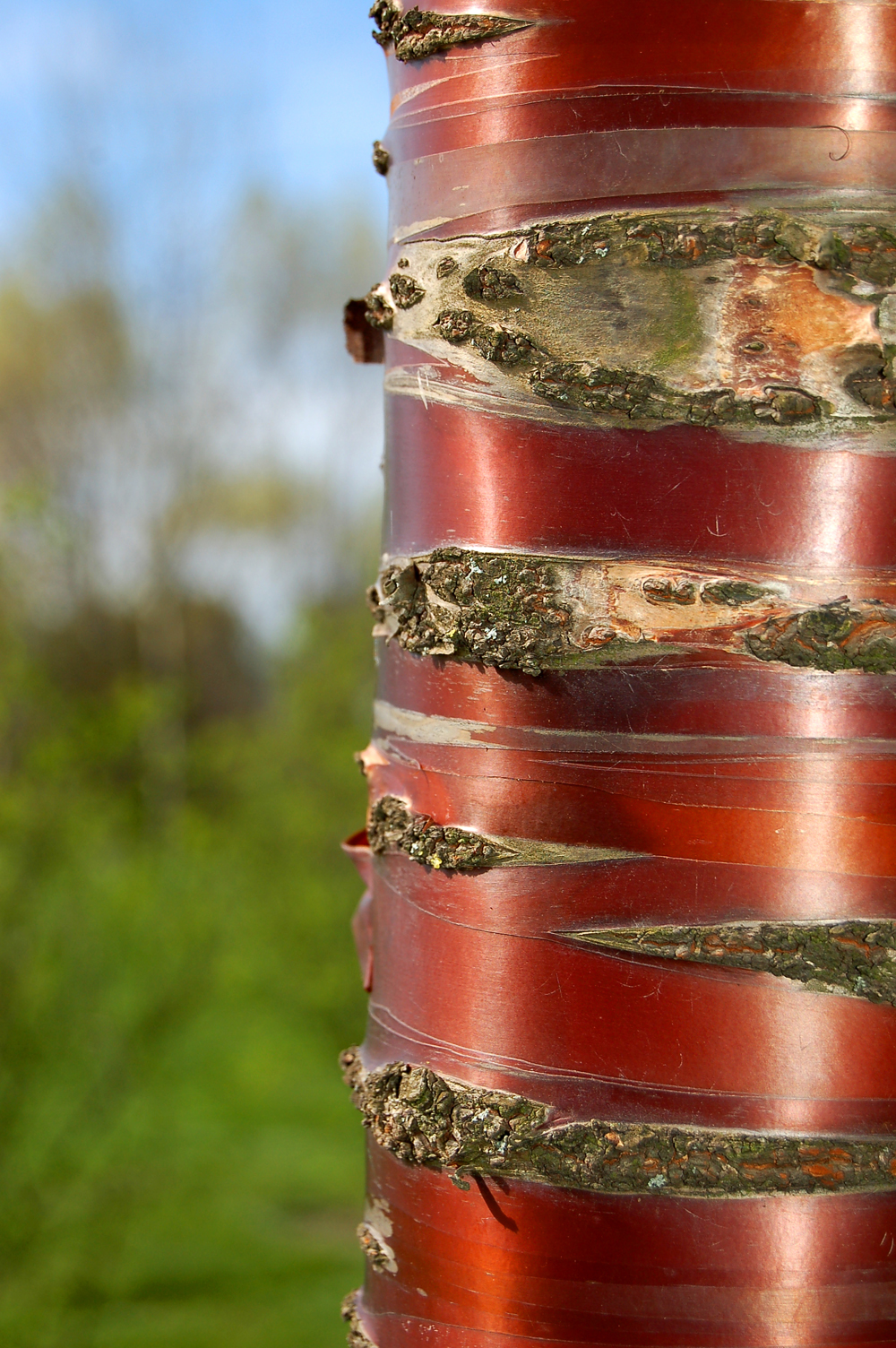
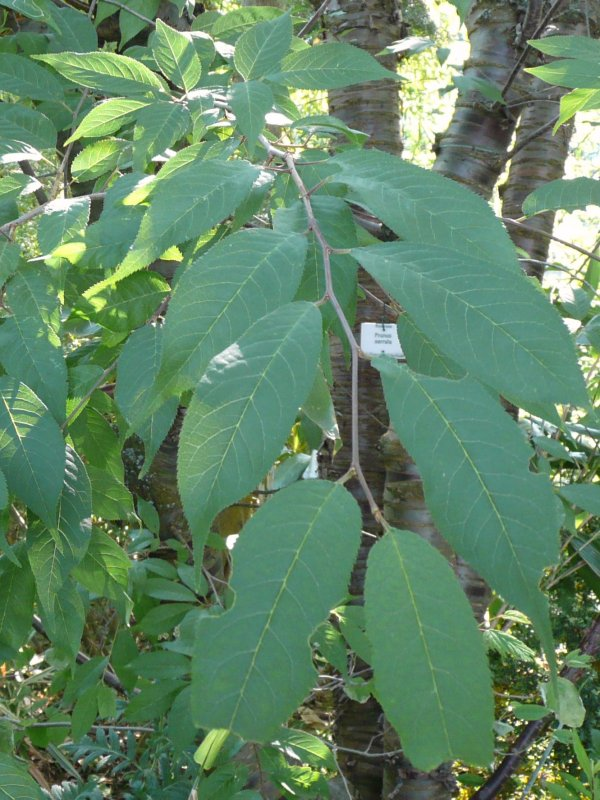
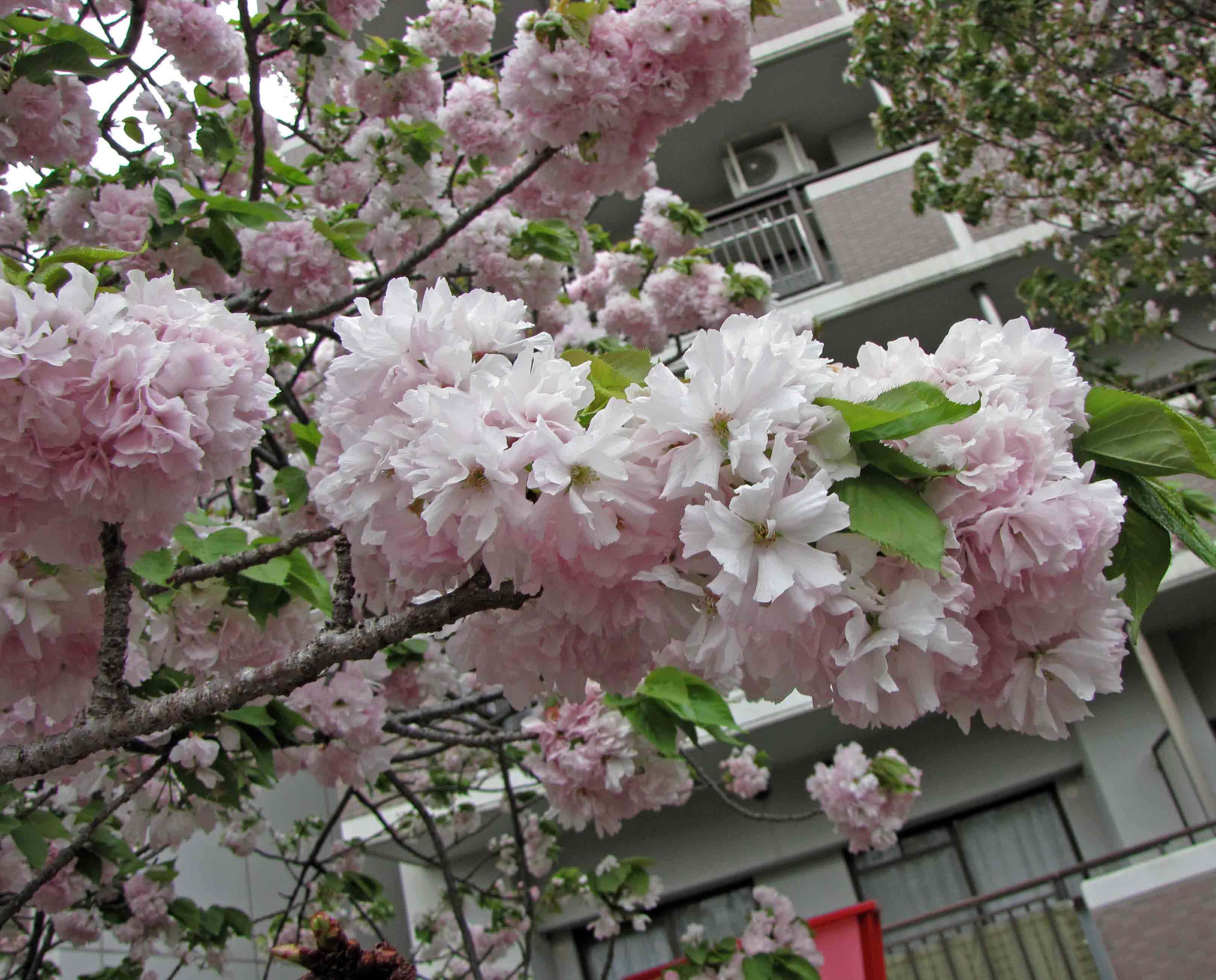